# Gubahai önkormányzati járás

A Gubahai önkormányzati járás a Permi határterületen

A Gubahai önkormányzati járás (oroszul Губахинский район) Oroszország egyik járása a Permi határterületen. Székhelye Gubaha.

## Népesség
- 2002-ben 46 000 lakosa volt, melynek 86,8%-a orosz, 7,2%-a tatár, 1,6%-a ukrán nemzetiségű.
- 2010-ben 38 996 lakosa volt, melyből 33 105 orosz, 2 347 tatár, 426 ukrán, 204 komi, 201 tadzsik, 186 német, 159 udmurt, 144 baskír, 128 fehérorosz stb.